# Barbara Rath
Barbara Rath (* 1941 in Heilbronn) ist eine deutsche Schauspielerin.

## Leben
Barbara Rath studierte Gesang (Mezzosopran) und Tanz (klassisches Ballett, Jazz Dance) und erhielt ihre Ausbildung zur Schauspielerin am Schauspielseminar der Kammerspiele Hamburg.
Sie spielte regelmäßig Theater mit festen Engagements an der Komödie München, am Renaissance-Theater Berlin, an den Hamburger Kammerspielen, am Alten Schauspielhaus Stuttgart und am Fritz Rémond Theater in Frankfurt am Main.
Rollen unter anderem in: Merkwürdige Geschichten (Fernsehserie 1971), Mit Leib und Seele (1989, Fernsehserie ZDF), Alles Alltag (1991–1992), Wir sind auch nur ein Volk (1993), Katrin ist die Beste (1995–1997), Schlosshotel Orth (1996), Die Fallers (1998), Samt und Seide (1999–2004, Fernsehserie ZDF)
Sie war bis zuletzt mit dem Schauspieler Hans Korte verheiratet und wohnt derzeit in München.

## Filmografie
- 1964: Stahlnetz (Fernsehserie, eine Folge)
- 1965: Die Katze im Sack (Fernsehserie, zwei Folgen)
- 1966: Playgirl
- 1967: Der Röhm-Putsch (Fernsehfilm)
- 1967: Orgel und Rakete (Fernsehfilm)
- 1969: Das schönste Fest der Welt (Fernsehfilm)
- 1970: Die Perle – Aus dem Tagebuch einer Hausgehilfin (Fernsehserie, eine Folge)
- 1971: Merkwürdige Geschichten (Fernsehserie, eine Folge)
- 1971: Gastspiele (Fernsehfilm)
- 1972: Manolescu – Die fast wahre Biographie eines Gauners (Fernsehfilm)
- 1972: Pater Brown (Fernsehserie, eine Folge)
- 1972: Ein Wochenende des Alfred Berger (Fernsehfilm)
- 1973: Sechs unter Millionen (Fernsehserie)
- 1974: Mordkommission (Fernsehserie, eine Folge)
- 1974: Telerop 2009 – Es ist noch was zu retten (Fernsehserie)
- 1975: Der zweite Frühling
- 1976: Zwickelbach & Co. (Fernsehserie, eine Folge)
- 1976: Herz am Spieß (Fernsehfilm)
- 1976: Hände gut alles gut (Fernsehfilm)
- 1977: Drei sind einer zuviel (Fernsehserie, eine Folge)
- 1991: Anwalt Abel (Fernsehserie, eine Folge)
- 1993: Der große Bellheim (Fernsehserie, zwei Folgen)
- 1993: Mit Leib und Seele (Fernsehserie, 3 Folgen)
- 1994–1995: Wir sind auch nur ein Volk (Fernsehserie, 4 Folgen)
- 1995–1997: Frauenarzt Dr. Markus Merthin (Fernsehserie, zwei Folgen)
- 1996: Das Superweib
- 1996: Schloßhotel Orth (Fernsehserie, eine Folge)
- 1997: Katrin ist die Beste (Fernsehserie, 4 Folgen)
- 2000–2005: Samt und Seide (Fernsehserie, 44 Folgen)
- 2009: SOKO München (Fernsehserie, eine Folge)